# A Quiet Place Part II
A Quiet Place Part II (titulada Un lugar en silencio: Parte II en Latinoamérica y Un lugar tranquilo 2 en España) es una película de terror estadounidense de 2021 y secuela de A Quiet Place (2018). La película fue escrita y dirigida por John Krasinski y es protagonizada por Emily Blunt, Millicent Simmonds y Noah Jupe, repitiendo sus papeles de la primera película. Cillian Murphy y Djimon Hounsou también se unieron al elenco. Krasinski también repite su papel de la primera película en secuencias de flashback.
Paramount Pictures comenzó a desarrollar una secuela en abril de 2018 tras el éxito de taquilla y crítica de la primera película. En agosto del año siguiente, Krasinski ya estaba trabajando en el guion, y en febrero de 2019 se confirmó que volvería a dirigir. La producción tuvo lugar en el oeste de Nueva York de junio a septiembre de 2019. A Krasinski se le atribuyó la escritura de la secuela, basada en los personajes creados por Bryan Woods y Scott Beck. La secuela se produjo con un presupuesto de entre $55 y $61 millones, más del triple de los $17 millones del original.
La película se estrenó mundialmente en la ciudad de Nueva York el 8 de marzo de 2020 y, tras más de un año de aplazamientos debido a la pandemia de COVID-19, se estrenó en los cines de Estados Unidos el 28 de mayo de 2021. Se pudo ver en streaming en Paramount+, 45 días después de su estreno en cines, también fue lanzada en Disney+ en su sección Star, en el caso de América Latina fue lanzada en Star+ como parte de su lanzamiento de la plataforma en América Latina. La película batió varios récords de taquilla, incluido el mayor fin de semana de apertura de la pandemia de COVID-19, y recaudó más de $295 millones en todo el mundo. Recibió críticas positivas de los críticos, que alabaron la historia y la incorporación del personaje de Murphy, Emmett.

## Argumento
Durante un partido de la liga infantil de béisbol en el pequeño pueblo ficticio de Millbroke, Nueva York, la familia Abbott -la esposa Evelyn, el marido Lee, la hija sorda Regan y los hijos Marcus y Beau- y otros espectadores son testigos de cómo un extraño objeto parecido a un meteorito se precipita hacia la Tierra. Pocos minutos después, unas criaturas extraterrestres hostiles emergen del meteorito y comienzan a masacrar a los habitantes del pueblo. Las criaturas ciegas poseen piel blindada, una velocidad y una fuerza extraordinarias, y rastrean a sus víctimas con un oído hipersensible, atacando cualquier cosa que haga ruido.
Más de un año después, las criaturas han matado a gran parte de la población de la Tierra, incluidos Lee y Beau. Regan ha descubierto que la retroalimentación de audio de alta frecuencia las vuelve vulnerables, e idea un método improvisado para transmitir el ruido de su implante coclear a través de un micrófono portátil. Con su casa destruida, la familia busca a otros supervivientes. Al entrar en una zona vallada, Evelyn activa accidentalmente una alarma acústica, alertando a las criaturas. Mientras huyen, Marcus cae en una trampa para osos y atrae a una criatura con sus gritos. Regan y Evelyn matan a la criatura, liberan a Marcus y huyen a una fundición de acero abandonada.
Un viejo amigo, Emmett, aparece y los lleva a su escondite subterráneo insonorizado. Emmett, que ha perdido recientemente a su familia y ha desarrollado una visión cínica de la vida, se niega a seguir ayudándoles y les dice que no pueden quedarse. Marcus oye la canción "Beyond the Sea" en la radio y Emmett le dice que la canción lleva sonando cuatro meses seguidos. Regan determina que es una pista de que hay supervivientes en una isla cercana a un día de viaje hacia el sureste siguiendo las vías del tren. Teoriza que si puede llegar a la torre de radio de la isla, el ruido de alta frecuencia del audífono puede emitirse para que otros supervivientes puedan convertir la señal en un arma. Se aventura sola en secreto para encontrar la isla; Evelyn le ruega a Emmett que la encuentre. Él lo hace y la salva de una criatura. Regan convence a Emmett para que la ayude a completar su misión. Evelyn deja a Marcus y a su bebé recién nacido en la fundición para ir a buscar suministros médicos a la ciudad. Marcus descubre el cadáver de la esposa de Emmett. Sobresaltado, alerta a una criatura y accidentalmente se encierra a sí mismo y al bebé dentro de un compartimento hermético.
Emmett y Regan llegan a un puerto deportivo para embarcar rumbo a la isla. Son atacados por unos bandidos, y Emmett crea ruido deliberadamente y atrae a unas criaturas que masacran a los atacantes. Cuando una criatura se ahoga, se da cuenta de que las criaturas no saben nadar. Los dos reman hasta la isla, donde una pequeña colonia de supervivientes vive con normalidad. El líder de la colonia revela que cuando el gobierno estadounidense descubrió que las criaturas no sabían nadar, la Guardia Nacional intentó trasladar a la mayor cantidad de gente posible a las islas pero el caos provocado por el abordaje creó un ruido que atrajo a las criaturas, por lo que sólo dos embarcaciones lograron llegar a la isla.
Cuando Evelyn regresa a la fundición, libera a los niños antes de que se asfixien. Los tres se esconden en el búnker mientras la criatura merodea por la fundición. Al día siguiente, en la isla, una criatura atrapada en un barco tras el incidente del puerto deportivo ha llegado a la deriva y ataca a los colonos. Después de que el líder de la colonia conduzca a Emmett y Regan a la estación de radio, tanto para transportarlos rápidamente como para alejar a la criatura de los colonos, ésta lo mata. Regan transmite la alta frecuencia a través de la señal de la estación y la reproduce por los altavoces de la estación, incapacitando a la criatura, y empala su cabeza expuesta con una varilla, matándola.
En la fundición, la criatura descubre a la familia. Marcus capta la transmisión de Regan y reproduce la frecuencia aguda a través de su radio portátil antes de disparar a la criatura. Regan deja el audífono conectado al micrófono de la emisora de radio, lo que permitirá que la señal emitida pueda ser utilizada como arma por otras personas.

## Reparto
| Actor               | Personaje         |
| ------------------- | ----------------- |
| Emily Blunt         | Evelyn Abbott     |
| Cillian Murphy      | Emmett            |
| Millicent Simmonds  | Regan Abbott      |
| Noah Jupe           | Marcus Abbott     |
| Djimon Hounsou      | Líder de la isla  |
| John Krasinski      | Lee Abbott        |
| Scoot McNairy       | Hombre del puerto |
| Okieriete Onaodowan | Oficial Ronnie    |

## Producción

### Desarrollo
En abril de 2018, el presidente y CEO de Paramount, Jim Gianopulos, dijo que se estaba trabajando en una secuela de la primera película. Los guionistas Woods y Beck habían declarado previamente que habían comenzado a pensar en ideas y preparar piezas para una posible segunda película. En agosto de 2018, Paramount anunció el proyecto con Krasinski volviendo a escribir el guion, mientras que los productores de Platinum Dunes Bay, Form y Fuller regresaron como productores.
En febrero de 2019, Krasinski anunció que se desempeñaría como director, mientras que Blunt volvería a interpretar su papel de la primera película y también confirmó el inicio de la preproducción de A Quiet Place Part II través de su página de redes sociales de Twitter. Simmonds y Jupe también entraron en negociaciones para repetir sus roles. En marzo de 2019, Cillian Murphy se unió al elenco. En junio de 2019, Brian Tyree Henry se unió al elenco, pero finalmente no pudo participar por compromisos con otros proyectos, siendo reemplazado por Djimon Hounsou. 
El 20 de junio de 2019, Paramount Pictures anunció que la producción de la película había comenzado oficialmente.

## Estreno
A Quiet Place Part II tuvo su estreno mundial en el Lincoln Center en la ciudad de Nueva York el 8 de marzo de 2020. Paramount Pictures planeaba lanzar la película en los cines el 17 de septiembre de 2021. También se estrenaría más tarde en Paramount+ 45 días después de su estreno teatral. Después se lanzaría en su plataforma Disney+ en su sección Star. Inicialmente se planeó estrenar la película en los cines a nivel mundial a partir del 18 de marzo de 2020, antes de retrasar el lanzamiento de la película a finales de año debido a la pandemia de coronavirus. El director John Krasinski dijo que quería que los espectadores vieran la película juntos, y que con la pandemia no era el momento adecuado para ofrecer esa experiencia. Deadline Hollywood dijo que, según las fuentes, Paramount gastó alrededor del 60% de su presupuesto para impresiones y publicidad globales. El periódico escribió que el retraso de la película fue «realmente una sorpresa» porque el gasto de P&A parecía indicar que la reprogramación no era una opción. David Lidsky, de Fast Company, escribió el 13 de marzo de 2020: «Paramount no debería poner A Quiet Place Part II en el estante hasta que las cosas mejoren», citando un calendario de lanzamiento abarrotado y sugiriendo que estuviese disponible en la plataforma Paramount+.
La película se estrenaría inicialmente en el Reino Unido y Australia el 19 de marzo de 2020, y en los Estados Unidos y Canadá, en formato Dolby Cinema y IMAX, el 20 de marzo de 2020. Paramount inicialmente declaró el 6 de marzo que no reprogramaría la película en respuesta a la pandemia, pero el 12 de marzo el estudio retiró la película de todo el mundo con la intención de estrenarla más adelante en el año. Casi un año antes, la película inicialmente estaba programada para estrenarse el 15 de mayo de 2020.
En México se estrenó en mayo de 2021 y en agosto del mismo año fue estrenada en su plataforma Star+ en Latinoamérica, como parte de su lanzamiento de la plataforma Star+ en Latinoamérica.

## Recepción

### Taquilla
A 16 de agosto de 2021, A Quiet Place Part II ha recaudado $159,8 millones en Estados Unidos y Canadá, y $136 millones en otros territorios, para un total mundial de $295.8 millones.
Antes de que el estreno del día 8 de marzo de 2020 fuera pospuesto, BoxOffice Pro, basándose en la recaudación de A Quiet Place durante su primer fin de semana (50,2 millones de dólares) y en la participación de Emily Blunt y John Krasinski, predijo que A Quiet Place Part II, en su primer fin de semana recaudaría 72 millones de dólares. También remarcó que la película tendría que competir contra otros grandes títulos, como Mulán. Después de que se confirmara la fecha de estreno de 2021, BoxOffice Pro, predijo que la película recaudaria entre 30 y 50 millones de dólares en Canadá y Estados Unidos y que en total recaudaría entre 75 y 125 millones de dólares.
En el día de su estreno la película recaudó 19,3 millones de dólares, incluyendo los 4,8 del preestreno del jueves por la noche. En su segundo fin de semana la película hizo 19,5 millones de dólares quedando en segundo puesto en la lista de las películas más taquilleras, superada únicamente por Expediente Warren: Obligado por el demonio, que recaudó 24 millones. A Quiet Place Part II, llegó a los 100 millones de dólares el día 11 de junio, convirtiéndose así en la primera película en llegar a tal cifra durante la pandemia de COVID-19. Durante su tercer fin de semana, la película recaudó 12 millones de dólares y de esa forma se mantuvo en el primer puesto en la lista de las películas con más recaudación.

### Crítica
El sitio web Rotten Tomatoes informa que el 91% de los críticos ha valorado positivamente la película, esto se basa en la opinión de 318 críticos; se le da una puntuación media 7.5/10. El consenso crítico valora "una continuación angustiosa de su predecesora, A Quiet Place Part II expande el aterrador mundo de la franquicia sin perder la pista de su corazón". En Metacritic la puntuación de la película es de un 71 sobre 100, esta está basada en 56 críticas, esto le da un consenso crítico de "generalmente críticas favorables". En CinemaScore se le da una nota media de "A–" en una escala entre "A+" y "F", nota mejorada respecto a la primera película, A Quiet Place, que obtuvo un "B–". En PostTrak, un 83% de la audiencia ha valorado positivamente la película y un 63% la recomendaria.

## Futuro

### Película spin-off
En noviembre de 2020, Paramount Pictures contrató a Jeff Nichols para escribir y dirigir un spin-off basado en una idea original de John Krasinski, quien producirá. Sin embargo, Nichols abandonó el proyecto en octubre de 2021. En enero de 2022, Michael Sarnoski se unió a la producción como director. El 28 de abril de 2022, Paramount anunció que la película se titulará A Quiet Place: Day One  que será una precuela de las 2 películas y estará protagonizada por Lupita Nyong'o y Joseph Quinn
El estreno de la película estaba previsto para el 22 de septiembre de 2023, pero ha trasladado su estreno para el 27 de junio de 2024.

### Secuela
En mayo de 2021, Emily Blunt reveló que su esposo John Krasinski (quien se desempeña como coprotagonista, coguionista, director y coproductor de la serie) tenía planes para una tercera película de A Quiet Place. Reconociendo que él había querido ver cómo se recibía la segunda entrega antes de seguir adelante con la siguiente película, afirmó que pretende ser una trilogía. En julio de 2021, Blunt confirmó que Krasinski está trabajando en una tercera entrega, aparte de la película derivada, con la intención de volver a ser director. En febrero de 2022, A Quiet Place Part III se anunció oficialmente y la película se estrenará en 2025.